# هیچ راهی برای بازگشت نیست (فیلم ۱۹۷۶)
هیچ راهی برای بازگشت نیست (به انگلیسی: No Way Back) یک فیلم سینمایی آمریکایی در سبک سینمای تجارتی سیاهان محصول سال ۱۹۷۶ به نویسندگی، کارگردانی و بازی فرد ویلیامسون است؛ که وی همچنین در نقش جسی کراودر، یک کارآگاه خصوصی که قبلاً متعلق به یک نیروی پلیس بود، بازی می‌کند اما اکنون با کمی پول اضافی مشغول کارهای عجیب و غریب است.